# Bernhardsberg
Bernhardsberg ist ein Gemeindeteil der Stadt Waldkirchen im niederbayerischen Landkreis Freyung-Grafenau.

## Geographie und Verkehrsanbindung
Der Ort liegt südwestlich des Kernortes Waldkirchen. Unweit südlich und westlich von Bernhardsberg fließt der Steinmüllerbach. Unweit östlich verläuft die Staatsstraße St 2132.

## Sehenswürdigkeiten
In der Liste der Baudenkmäler in Waldkirchen sind für Bernhardsberg fünf Baudenkmäler ausgewiesen:
- Die Brunnensäule aus Granit (Bernhardsberg 21) stammt aus der Zeit um 1900.
- Der Traidkasten Bernhardsberg 30 ist ein Obergeschoss-Blockbau aus dem 1. Drittel des 19. Jahrhunderts.
- Ein Bildstock, eine Pestsäule, stammt aus dem Jahr 1652.
- Die Ortskapelle in Bernhardsberg wurde in der 1. Hälfte des 19. Jahrhunderts errichtet.
- Die Feldkapelle auf der Hohen Reute, einem 593 Meter hohen Berg im Abteiland, wurde im Jahr 1910 vom Maurermeister Alois Weilnböck aus Waldkirchen zum Andenken an den einzigen auf See verunglückten Sohn Alois errichtet.